# Weberstraße 22 (Quedlinburg)

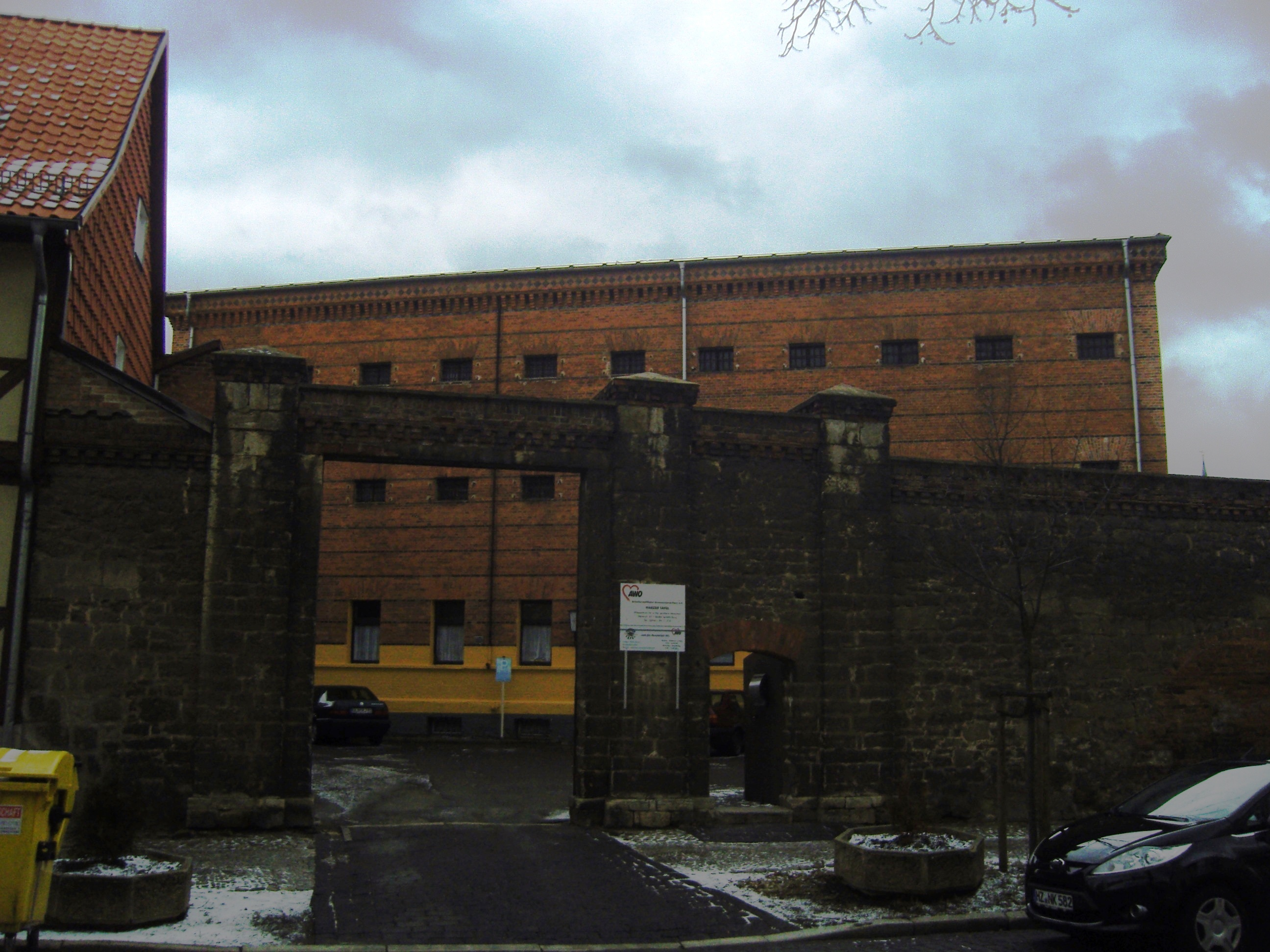
Haus Weberstraße 22

Das Haus Weberstraße 22 ist ein denkmalgeschütztes Gebäude in der Stadt Quedlinburg in Sachsen-Anhalt. Ursprünglich diente es als Gefängnis.

## Lage
Das Gebäude befindet sich im nördlichen Teil der historischen Quedlinburger Neustadt und gehört zum UNESCO-Weltkulturerbe. Im Quedlinburger Denkmalverzeichnis ist es als Gefängnis eingetragen.

## Architektur und Geschichte
Die Gefängnisanlage entstand in der Zeit um 1840. Der massive Backsteinbau präsentiert sich monumental mit einem festungsartigen Erscheinungsbild. Dieser Eindruck wird durch eine horizontal verlaufende Bänderung verstärkt. Das Dachgesims kragt weit vor, das Dach selbst ist nur sehr flach geneigt und erinnert damit an die italienische Festungsarchitektur.
Der Gefängnisbau steht nach Westen von der Straße zurückgesetzt. Die straßenseitige Grundstücksbegrenzung erfolgt durch eine aus Bruchsteinen errichtete Mauer samt Tor, die das nördliche Ende der mittelalterlichen Quedlinburger Stadtbefestigung darstellt.
Zu Beginn des 21. Jahrhunderts wurden die unteren Etagen des ehemaligen Gefängnisses saniert und werden für verschiedene soziale Zwecke durch die Arbeiterwohlfahrt genutzt (u. a. Kleiderkammer, Tafel). Im hinteren Bereich befindet sich an die Stadtmauer angebaut ein Neubau mit sozial-karitativer Nutzung.